# John Richard Dellenback
John Richard Dellenback (ur. 6 listopada 1918 w Chicago, Illinois, zm. 7 grudnia 2002 w Medford, Oregon) – amerykański polityk związany z Partią Republikańską.
W latach 1967–1975 przez cztery dwuletnie kadencje Kongresu Stanów Zjednoczonych reprezentował czwarty okręg wyborczy w Oregonie w Izbie Reprezentantów Stanów Zjednoczonych.